# Commodore Cochran
Commodore Cochran   (Richton, 20 de gener de 1902 - San Francisco, 3 de gener de 1969) va ser un atleta estatunidenc que va competir durant la dècada de 1920.
El 1924 va prendre part en els Jocs Olímpics de París, on guanyà la medalla d'or en la prova dels 4x400 m relleus del programa d'atletisme. Formava equip amb Alan Helffrich, Oliver MacDonald i William Stevenson.
Va estudiar a la Mississippi State University. En el seu palmarès també destaquen dos campionats de la NCAA de les 440 iardes, el 1922 i 1923. Posteriorment exercí d'entrenador del seu germà Roy Cochran, guanyador de dues medalles d'or als Jocs de Londres de 1948.

## Millors marques
- 200 metres llisos. 21.8" (1925)
- 400 metres llisos. 48.7" (1924)[1][2]